# 卡拉庫爾帽

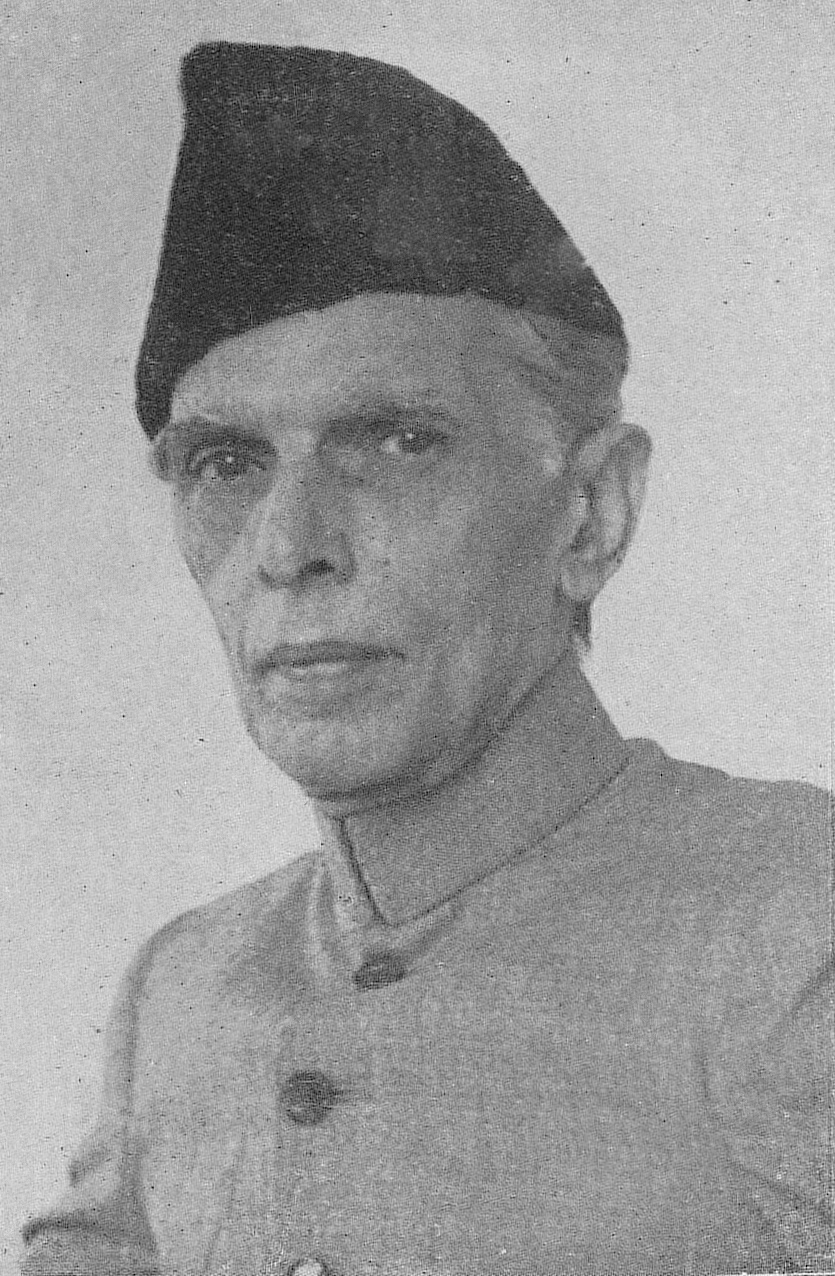
戴著卡拉庫爾帽的穆罕默德·阿里·真納

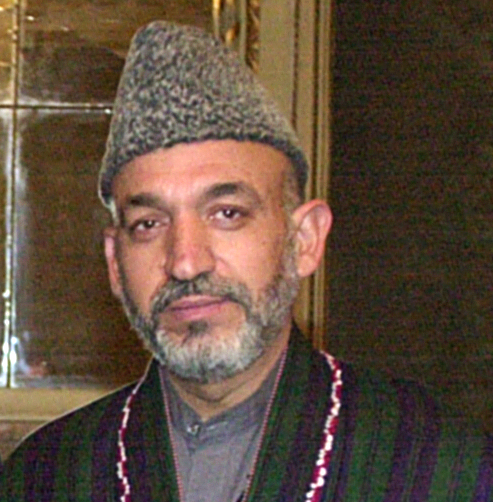
戴著卡拉庫爾帽的阿富汗總統哈米德·卡尔扎伊

卡拉庫爾帽（波斯語：‎），是一種用卡拉库尔绵羊羔羊皮製作製成的帽子。這種帽也是中亞和南亞穆斯林男子常佩戴的帽子。由於巴基斯坦開國領袖穆罕默德·阿里·真納常戴此帽，又稱真納帽（Jinnah cap）。
20世紀60年代這種帽在非洲人中也很受歡迎，被視為反殖民主義的象徵。在蘇聯這種帽很受政治局成員歡迎。